# Texaco Cup
Texaco Cup var en fotbollsturnering som spelades mellan 1971 och 1975. Den spelades mellan klubbar i England och Irland som inte kvalificerat sig till de europeiska cuperna. De irländska klubbarna var med de två första åren, deltog inte tredje året och spelade i en egen turnering de två sista åren. Tävlingen kallades Texaco Cup då den sponsrades av det amerikanska oljebolaget Texaco som vid den tiden hade bensinstationer i Storbritannien. 

När Texaco slutade att sponsra tävlingen bytte den namn 1975 till Anglo-Scottish Cup.

## Finaler
Alla finaler utom den 1973-74 avgjordes i två matcher, det sammanlagda resultatet angivet.
| Säsong | Serie              | Klubb                                          | Resultat |
| ------ | ------------------ | ---------------------------------------------- | -------- |
| 1971   | Texaco Cup         | Wolverhampton Wanderers vs Heart of Midlothian | 3-2      |
| 1972   | Texaco Cup         | Derby County vs Airdrieonians                  | 2-1      |
| 1973   | Texaco Cup England | Ipswich Town vs Norwich City                   | 4-2      |
| 1974   | Texaco Cup England | Newcastle United vs Burnley                    | 2-1      |
| 1974   | Texaco Cup Irland  | Portadown vs Bohemians                         | 5-3      |
| 1975   | Texaco Cup England | Newcastle United vs Southampton                | 3-1      |
| 1975   | Texaco Cup Irland  | Waterford vs Linfield                          | 1-0      |